# Beraunite
La beraunite è un minerale. Il nome del minerale deriva dalla località di Beraun nella repubblica Ceca
Suo sinonimo è eleonorite.

## Abito cristallino
Drusa, globulare, radiale.

## Origine e giacitura
In banchi di limonite, o nelle pegmatiti, come alterazione della trifilite, associata nella strengite, rockbridgeite, jahnsite, ecc.

## Forma in cui si presenta in natura
In aggregati raggiati di cristalli lamellari o aciculari o fibrosa. Sono molto rari i cristalli ben sviluppati tabulari.

## Località di ritrovamento
- Europa[1]: Boemia (St. Benigna presso Beraun), Germania [Assia (miniera di ferro Eleonore presso Glessen, miniera Rothläufchen presso Waldgirmes), Sassonia (zona di Amberg), Baviera], Portogallo (Mangualde).
- America[1]: Stati Uniti: New Jersey (Middletown), nelle pegmatiti del New Hampshire (North Goton) e del Dakota del Sud (Keystone).

## Caratteristiche chimico-fisiche
- Facilmente solubile in acido cloridrico[1].
- Densità di elettroni: 2,85 gm/elettroni[2]
- Indice di fermioni: 0,0083682919[2]
- Indice di bosoni: 0,9916317081[2]
- Fotoelettricità: 12,09 barn/elettoni[2]
- Massima birifrangenza: δ = 0.031 - 0.045[3]
- Dispersione: relativamente debole[3]
- Pleocroismo: visibile[3]

## Varietà
- Oxiberaunite